# TG2
A TG2 (a képernyőn Tg2 feliratú) a Rai 2 híradója, ami a Telegiornale 2 rövidítéséből ered.

## Története
1961-ben kezdődött a műsor Telegiornale del Secondo Programma (A Kettes Program Tv-Híradója) címen. Ekkoriban ez a híradó még az Egyes Programon (mai
Rai 1) futó Telegiornale szerkesztőségéhez tartozott és ennek a híradónak a késői kiadásként készült, az első műsorvezetők közé Piero Angela, Andrea Barbato, Ennio Mastrostefano és Gustavo Selva tartoztak.
Egészen az 1975-ös Rai reformig a műsorvezetők nagy része bemondó volt. 
1975-ben a híradó neve TG2 nevet kapta és függetlenné vált a TG1 szerkesztőségétől, külön szerkesztőséget kapott. 1975-ös reform után szeptemberben kinevezett Alberto Sensini volt a vezetője, akit 1976. februárjában Andrea Barbato váltott le. 
Barbato számos újítást vezetett be: a hírműsorok mellett elemző műsorok, tv-viták, háttérműsorok jelentek meg. A szerkesztési elv haladó és világi lett, a TG1 továbbra is a Vatikán és az egyház ellenőrzése alatt állt a kereszténydemokraták által. Politikailag pedig a lottizazzione értelmében a baloldali pártok PSI, PCI, PRI fele húzott.
Az esti kiadás 19:45-kor kezdődött, ami a TG1-hoz képest 15 perccel előbb kezdődött és a TG2 Studio Aperto (Tg2 Nyitott Stúdió) nevet kapta. A műsort ekkor Piero Angela, Mario Pastore és Italo Moretti vezették. A műsor "nyitott" jelzője arra utalt, hogy a nézők betelefonálhattak a műsor közben, amire a műsorvezetők válaszoltak.  A nappali kiadás 13 órakor jelentkezett Tg2 Oretredici néven, amit Italo Gagliano, Maurizio Vallone, Giancarlo Santalmassi, Ettore Masina és Carlo Picone vezetett.
Számos sportműsor ekkor indult el:  Tg2 Diretta Sport, Tg2 Domenica sprint, Tg2 Sport Sera, Tg2 Dribbling, Tg2 Goal flash, Tg2 motor.
A TG2 1980-ra már egyértelműen a Bettino Craxi vezette szocialistákhoz állt közel, ezzel alternatívát nyújtott a konzervatív TG1-val szemben. Az esti kiadásnak ekkor lett női műsorvezetője Piera Rolandi. Andrea Barbato helyét ebben az évben Ugo Zatterin vette át. Ekkor volt először nagyobb nézettsége a TG2-nak. Az 1980-as irpiniai földrengésről elsőként a TG2 számolt be, az esti kiadást követve pedig rendkívüli hírekben számolt be az eseményről.
A TG2 újabb rovatai jöttek létre: a TG2 Diogene (Diogenész) és TG2 Nonsolonero (a bevándorlás témájával foglalkozott). 1985-től új női műsorvezetői lettek az esti kiadásnak: Lilli Gruber és Carmen Lasorella, mellettük dolgozott Enrico Mentana és Clemente Mimun. Utóbbi személy 1994 és 2002 között lett a TG2 igazgatója.
Clemente Mimun vezetése alatt a 13 órás kiadásba előtérbe kerültek az életmóddal kapcsolatos hírek a  Costume e Società, Motori, Eat Parade és Salute rovatokban. 1995 novemberétől az esti kiadás átkerült 20:30-as kezdéssel. A főcím megváltozott: A TG2 felirat egy piros kockában jelent meg a képernyő bal alsó sarkában. Ebben az időszakban a TG2 politikai irányzata eltávolodott a baloldaltól és Forza Italia párti lett.
2002. május 5-én lemondott posztjáról, helyébe Mauro Mazza került és a TG1-t vezette tovább. Mauro Mazzat a jobboldali Nemzeti Szövetség támogatta. 
Az ő vezetése alatt 2006. december 7-én Tg2 10 Minuti nevű 10 perces hírműsorban öngyilkosságot kísérelt meg a műsor vendége Nicola De Martino, aki benzint öntött magára és fel akarta gyújtani magát.
2009-ben Mario Orfeo került a TG2 élére, akit 2011-ben Marcello Masi váltott.
2012.december 31-én a köztársasági elnök beszédét követően a TG2 áttért a digitális sugárzásra.

## Rovatok

#### Tg2 Dossier
Oknyomozó műsor, amely minden szombaton este 23:30-kor kerül adásba 45 perces műsorokkal.

## Kiadások

### TG2 Insieme
Minden hétköznap reggel 9:50-kor kerül adásba, mint a reggeli kiadás, ezt követi 10:30-kor egy 5 perces terjedelmű hírösszefoglaló. Minden híradást a csatorna időjárás-jelentése a Meteo 2 követi.

### TG2 Giorno
Ez a legfőbb nappali kiadás, amely mindennap 30 percben jelentkezik 13:30-as kezdéssel. Ebben a kiadásban a Costume e Societá és a Medicina 33 rovat hírei is megjelennek. A 13:30-as kiadás műsorvezetői:
- Ilaria Capitani
- Francesca Romana Elisei
- Piergiorgio Giacovazzo
- Chiara Lico
- Nadia Zicoschi

### TG2 Flash
A délutáni 5 perces hírösszefoglaló minden hétfőtől szombatig 18:10-kor, vasárnaponként 18:15-kor jelentkezik. A vasárnapi hírösszefoglalók műsorvezetői a 20:30-as esti kiadást is vezetik.

### TG2 18:15
Hétköznaponként 18:15-ös kezdéssel 15 perces kiadással kerül adásba. 
A műsorvezetők:
- Marco Bezmalinovich
- Elisabetta Migliorelli
- Laura Pintus
- Chiara Prato
- Daniele Rotondo
- Silvia Vaccarezza
- Carola Carulli

### TG2 20:30
Ez a TG2 legfőbb és legnézettebb esti kiadása, amely 20:30-kor kerül adásba egy 35 perces hírműsorral. A kezdeti időkben 20:20-kor kezdődött. Minden év december 31-én az Olasz Köztársasági Elnök évvégi beszéde után egy 25 perces kiadással jelentkezik. A műsor hossza 15 perces, ha labdarúgó mérkőzés van illetve 10 perces, ha sztrájk van. Ebben a kiadásban jelentkezik a Dentro la notizia hírháttér elemző rovat.  
Műsorvezetők:
- Adele Ammendola
- Dario Laruffa
- Maurizio Martinelli
- Maria Concetta Mattei
- Manuela Moreno
- Luca Salerno

## Igazgatói
| A műsor neve                       | Igazgató         | Időszak                                  |          |
| ---------------------------------- | ---------------- | ---------------------------------------- | -------- |
| Telegiornale del Secondo Programma | Ugo Zatterin     | 1961. november 4. – 1975. szeptember 9.  |          |
| Telegiornale del Secondo Programma | Alberto Sensini  | 1975. szeptember 10. – 1976. február 17. |          |
| Tg2                                | Andrea Barbato   | 1976. február 18. – 1980. október 12.    |          |
| Tg2                                | Ugo Zatterin     | 1980. október 13. – 1986. augusztus 22.  |          |
| Tg2                                | Antonio Ghirelli | 1986. augusztus 23. – 1987. június 21.   |          |
| Tg2                                | Alberto La Volpe | 1987. június 22. – 1993. július 19.      |          |
| Tg2                                | Paolo Garimberti | 1993. július 20. – 1994. június 26.      |          |
| Tg2                                | Clemente Mimun   | 1994. június 27. – 2002 május 5.         |          |
| Tg2                                | Mauro Mazza      | 2002. május 6. – 2009. június 11.        |          |
| Tg2                                | Mario De Scalzi  | 2009. június 12. – 2009. július 22.      | átmeneti |
| Tg2                                | Mario Orfeo      | 2009. július 23. – 2011. március 31.     |          |
| Tg2                                | Mario De Scalzi  | 2011. április 1. – 2011. június 22.      | átmeneti |
| Tg2                                | Marcello Masi    | 2011. június 23. – 2016. augusztus 4.    |          |
| Tg2                                | Ida Colucci      | 2016. augusztus 5. óta                   |          |

## Fordítás
Ez a szócikk részben vagy egészben  a   TG2 című olasz Wikipédia-szócikk ezen változatának fordításán alapul.  Az eredeti cikk szerkesztőit annak laptörténete sorolja fel. Ez a jelzés csupán a megfogalmazás eredetét és a szerzői jogokat jelzi, nem szolgál a cikkben szereplő információk forrásmegjelöléseként.